# Nebezpečné vztahy
Nebezpečné vztahy jsou televizní pořad vysílaný od roku 2016 na TV Barrandov.

## O pořadu
Moderátorem pořadu byl v letech 2016–2021 Honza Musil. Obvyklá stopáž pořadu je 40 minut. Každý díl pořadu nabízí jeden příběh, jehož scénář obvykle zašle sám divák. Podle vyjádření TV Barrandov hraje pisatel příběhu v dané epizodě svou roli a účinkují s ním ve studiu i další reální účastníci jeho příběhu. Pokud se někdo z reálných účastníků příběhu nechce natáčení zúčastnit, je nahrazen komparzem. Hodnota honoráře činí okolo 3 000 Kč.
V prosinci 2018 se v tomto pořadu objevil soudce Ivan Elischer, kterého v březnu téhož roku policie obvinila z přijímání úplatků. V Nebezpečných vztazích ztvárnil roli podnikatele, který se na své dovolené v Etiopii nakazil virem HIV. Za své účinkování v této reality show dostal Elischer od Jaroslava Bureše, předsedy vrchního soudu v Praze, výtku s odůvodněním, že účinkování v inscenované reality show je pro soudce nevhodné a nedůstojné. Elischer uvedl, že roli v Nebezpečných vztazích vzal z nudy, našel ji na internetu a až půl hodiny před začátkem natáčení dostal do ruky scénář příběhu, ve kterém měl hrát.
V roce 2022 byl pořad obnoven, vzniklo šest dílů, jejichž moderátorem byl Jaromír Soukup. K dalšímu obnovení došlo roku 2023, kdy se do pořadu vrátil Honza Musil a show byla uváděna pod názvem Nebezpečné vztahy s Honzou Musilem.

## Nebezpečné vztahy – seznamka
V listopadu 2019 vznikla nová verze pořadu s názvem Nebezpečné vztahy – seznamka. První část pořadu je v premiéře vysílána každou středu večer v prime time, druhá část, tzv. „finále“, v neděli večer.
V první části si host vybere svůj protějšek, se kterým se ve studiu setká. Následně má pár několik dní možnost být spolu soukromě a ve 2. části se diváci dozví, zda se pár rozhodl zůstat spolu. Moderátorem seznamky je taktéž Honza Musil.